# Приезжев, Вячеслав Борисович
Вячеслав Борисович Приезжев (06.09.1944 — 31.12.2017) — российский учёный, доктор физико-математических наук (1985), профессор кафедры теоретической физики Университета «Дубна», главный научный сотрудник Лаборатории теоретической физики ОИЯИ.
Окончил физический факультет МГУ (1969).
С 1969 г. в Лаборатории теоретической физики ОИЯИ (с перерывом в 1972—1973, когда служил в армии в Закавказском военном округе): аспирант, младший, старший, ведущий, главный научный сотрудник, начальник сектора. Профессор кафедры теоретической физики Университета «Дубна». Член редколлегии журнала «Journal of Statistical Mechanics».
Область научных интересов — статистическая механика, точно решаемые модели, критическая самоорганизация.
Получил важные в научном отношении результаты, касающиеся статистики различных вариантов случайных блужданий на решетках, упаковок димеров и полимеров, открыл связь между димерными конфигурациями и остовными деревьями. Для вычисления статистических сумм в моделях димеров и остовных деревьев предложил оригинальный метод доказательства матричной теоремы Кирхгоффа, который позволил не только перечислять все остовные деревья, но и описывать статистику их подмножеств, выделенных как локальными, так и нелокальными свойствами.

## Диссертации
- Коллективные возбуждения в квазикристаллической модели жидкости : диссертация … кандидата физико-математических наук : 01.04.02. — Дубна, 1973. — 117 с. : ил.
- Эффекты упорядочения в решеточных моделях димеров и полимеров : диссертация … доктора физико-математических наук : 01.04.02. — Дубна, 1983. — 234 c. : ил. (защищена в 1985 году).

## Сочинения
- Одночастичные возбуждения в жидкости [Текст]. — [Дубна] : [б. и.], [1969]. — 13 с. : черт.; 22 см.
- К теории элементарных возбуждений в жидкости [Текст]. — [Дубна] : [б. и.], [1969]. — 15 с. : граф.; 22 см.
- Модель мономеров и димеров с взаимодействием [Текст]. — Дубна : [б. и.], 1977. — 12 с. : черт.; 21 см. — (Объедин. ин-т ядерных исследований. Издания; Р17-10735).
- Двухмерная модель полимеров с исключенным объемом [Текст]. — Дубна : [б. и.], 1977. — 15 с.; 21 см. — (Объед. ин-т ядер. исслед. Издания; Р17-10972).
- Динамика двухкомпонентной жидкости в квазикристаллическом приближении [Текст]. — [Дубна] : [б. и.], [1970]. — 15 с. : граф.; 21 см. — (Сообщения Объединенного института ядерных исследований. Издания/ Р4-5317. Лаборатория теорет. физики).
- Квазикристаллическая модель жидкого гелия [Текст]. — [Дубна] : [ОИЯИ], [1973]. — 18 с. :
- О расчете констант связи атомов примесей в металлах. Р4-3746 [Текст] / В. Б. Приезжев. — [Дубна] : [б. и.], [1968]. — 16 с. : граф.; 21 см. — (Издания/ Объедин. ин-т ядерных исследований. Лаборатория теорет. физики; Р4-3746).граф.; 21 см. — (Издания/ Объедин. ин-т ядерных исследований. Р4-7209. Лаб. теорет. физики).
- Анзац Бете для повернутых граничных условий / В. Б. Приезжев. — Дубна : ОИЯИ, 1988. — 11 с. : ил.; 22 см. — (Р17-88-576).
- К проблеме случайного блуждания без самопересечений [Текст] / В. Б. Приезжев. — Дубна : ОИЯИ, 1976. — 13 с. : ил.; 21 см. — (Сообщения Объединенного института ядерных исследований; Р17-9633).
- Корреляции в случайном пути без самопересечений [Текст] / В. Б. Приезжев. — Дубна : ОИЯИ, 1976. — 11 с. : ил.; 21 см. — (Сообщения Объединенного института ядерных исследований; Р17-9632).
- Решение задачи о димерах на декорированной решетке алмаза / В. Б. Приезжев. — Дубна : ОИЯИ, 1981. — 8 с. : ил.; 20 см.
- Аналитический метод в теории случайных блужданий без самопересечения [Текст] / В. Б. Приезжев. — Дубна : ОИЯИ, 1976. — 18 с.; 21 см. — (Сообщения Объединенного института ядерных исследований; Р17-9930).
- Поверхностное натяжение направленных линейных полимеров / В. Б. Приезжев, С. А. Терлецкий. — Дубна : ОИЯИ, 1987. — 11 с.; 22 см. — (Р17-87-636).
- Фазовый переход в модели длинных полимеров с исключенным об"ьемом / Н. Ангелеску, В. Б. Приезжев. — Дубна : ОИЯИ, 1980. — 12 с. : ил.; 21 см. — (Об"ьед. ин-т ядер. исслед. Р17-80-760; ;).
- Обобщенное приближение Бете в решеточных моделях длинных полимеров / Е. И. Корнилов, В. Б. Приезжев. — Дубна : ОИЯИ, 1983. — 16 с. : ил.; 21 см.
- Эффекты конечного объема в димерной модели кристаллизации / Й. Г. Бранков, В. Б. Приезжев. — Дубна : ОИЯИ, 1989. — 24 с.; 22 см. — (Препр. Объед. ин-т ядер. исслед.; Е17-89-21).

Список журнальных публикаций: В. Б. Приезжев в 🔎InspireHEP